# Лысьвенский музей

Экспозиция музея каски

Городской музей города Лысьва находится в центре города по улице Мира.

## История
Лысьвенский музей был создан в 1957 г. Инициаторами его создания выступили ветераны и общественные организации Лысьвы. Он разместился в одноэтажном деревянном здании, которое было построено более ста лет назад в 1904 г. как народный дом. Строительство здания велось на средства графа Павла Петровича Шувалова, который в те годы владел Лысьвенским заводом.
В 1960 г. музей получил статус заводского музея Лысьвенского металлургического завода и только в 2008 г. стал муниципальным учреждением.
Распоряжением губернатора Пермской области № 713-р от 05.12.2000 г. здание музея (народного дома) объявлено памятником истории регионального значения.

## Экспозиции музея
Фонд музея содержит более 10 тысяч экспонатов. Они включают в себя описание Лысьвенского горного округа от 1913 г., коллекцию эмалированной посуды образца начала XX в. В 2009 г. в здании открылся Музей каски — в Лысьве во время Великой Отечественной войны было выпущено более 10 миллионов солдатских касок. Кроме советской каски СШ-40 в экспозицию входят солдатские каски других государств с начала до середины XX в. В 2011 г. Музей каски стал победителем международного фестиваля «Интермузей-2011».
Один из залов музея оформлен под интерьер заводского цеха, в котором изготавливались каски, со старинными станками, книгами и чертёжной доской. Экспозиции музея также посвящены быту Лысьвы XIX — XX вв. и фотографиям лысьвенцев-героев фронта и тыла.
Лысьвенский музей входит в число участников проекта «Экспедиция. Пермский край».